# Ortona
Ortona – miejscowość i gmina we Włoszech, w regionie Abruzja, w prowincji Chieti.
Według danych na rok 2004 gminę zamieszkiwały 21 804 osoby, 311,5 os./km².
W starożytności na terenie gminy znajdowało się miasto Herdonea.
W miejscowości jest stacja kolejowa Ortona.

## Linki zewnętrzne

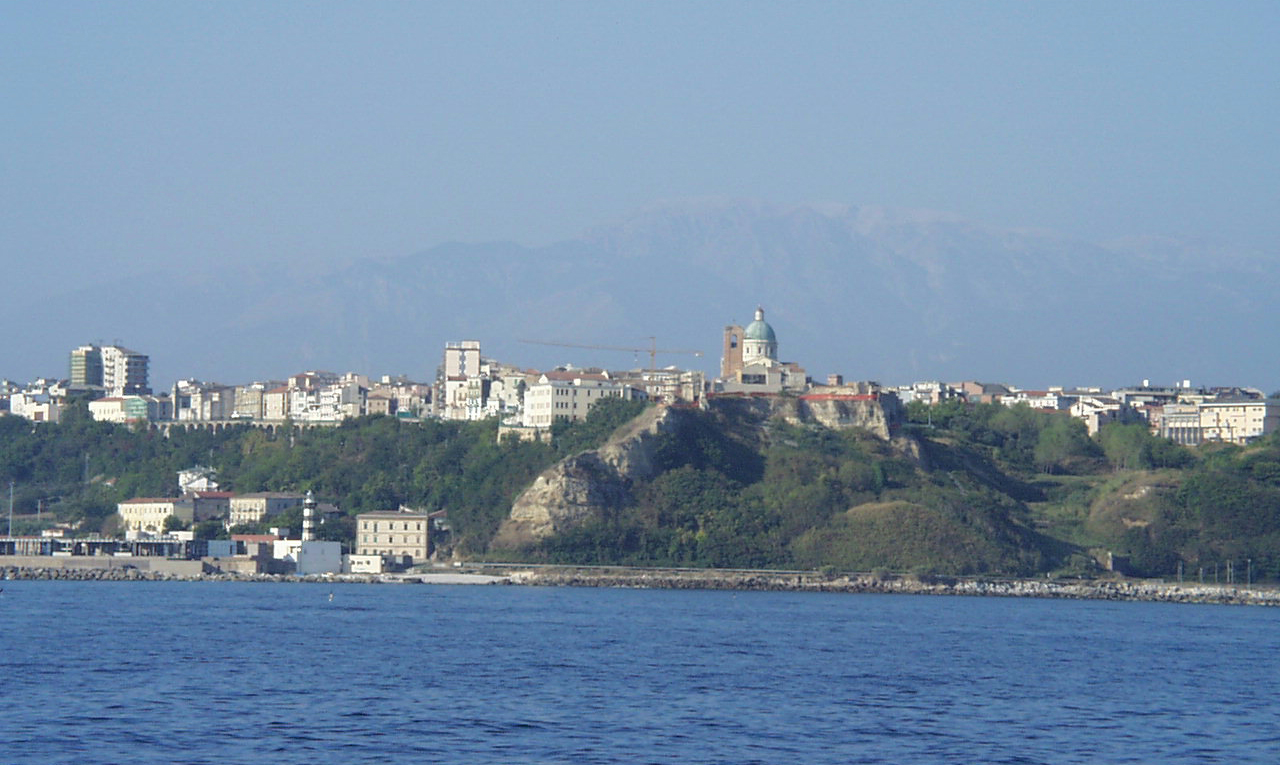

## Współpraca
- Cassino, Włochy